# 청룡사 (안성시)

청룡사(靑龍寺)는 경기도 안성시에 위치한 사찰이다.

## 개요
대한불교조계종 소속의 절이며 안성시 서운면 청룡리의 서운산 자락에 있다. 조선 인조의 셋째 아들인 인평대군의 원찰이었다.
고려 원종 6년인 1265년에 명본(明本)이 창건하여 대장암(大藏庵)이라고 부르다가, 공민왕 13년인 1364년에 나옹이 크게 중창하고 이름을 청룡사로 개칭했다. 청룡사라는 이름은 불도를 일으킬 절터를 찾아다니던 나옹이 이 곳에서 구름을 타고 내려오는 청룡을 보았다는 전설에서 유래한다.

## 문화재
고려 시대의 건축 양식을 보여주는 대웅전은 대한민국의 보물 제824호로 지정되어 있고, 대웅전 앞에 명본국사가 세운 것으로 전해지는 삼층석탑과 동종(銅鍾) 등 문화재를 다수 보유하고 있다.
조선 말기에는 교통의 요지인 안성장터를 중심으로 전국을 떠돌면서 공연을 하는 남사당패의 근거지이기도 했다. 지금도 절 건너편에 남사당마을이 남아 있다. 황석영의 대하소설 《장길산》과 김윤배의 장편 서사시 《여사당 바우덕이》는 청룡사 사당패를 소재로 하고 있다. 《장길산》에서 청룡사는 장길산의 스승인 운부대사가 미륵의 세상은 민중의 힘으로 만드는 것이라는 혁명 사상을 설파하는 장소로 비중있게 등장하며, 청룡사 사당골의 여성 공연예술가인 바우덕이는 실존 인물로서 안성시가 바우덕이 축제를 열어 기리고 있다.
- 보물 제11-4호 - 사인비구제작동종-안성청룡사동종(思印比丘製作銅鍾-安城靑龍寺銅鍾)
- 보물 제824호 - 안성청룡사대웅전(安城靑龍寺大雄殿)
- 보물 제1257호 - 청룡사영산회괘불탱(靑龍寺靈山會掛佛幀)
- 보물 제1302호 - 청룡사감로탱(靑龍寺甘露幀)
- 보물 제1789호 - 안성청룡사소조석가여래삼존상(安城靑龍寺塑造釋迦如來三尊像)
- 경기도시도유형문화재 제124호 - 청룡사사적비(靑龍寺事蹟碑)
- 경기도시도유형문화재 제170호 - 안성청룡사금동관음보살좌상(安城靑龍寺金銅觀音菩薩坐像)
- 경기도문화재자료 제59호 - 청룡사삼층석탑(靑龍寺三層石塔)

## 같이 보기
- 서운산
- 남사당패